# Navahermosa (Toledo)
Navahermosa es un municipio y localidad española de la provincia de Toledo, en la comunidad autónoma de Castilla-La Mancha. El término municipal tiene una población de 3592 habitantes (INE 2024).

## Toponimia
El término «Navahermosa» es una palabra compuesta del sustantivo nava y el adjetivo hermosa. Nava se refiere a una llanura rodeada de cerros y su origen no es fácil de determinar, existiendo varias hipótesis. Corominas y Pascual piensa que es un resto indoeuropeo precéltico, probablemente de la época de la invasión de los Campos de Urnas. Antonio Llorente, al comentar la frecuencia de este término en la zona de Salamanca, Ávila y la parte occidental de Segovia, sitúa su origen en las lenguas de vetones y carpetanos, aunque plantea la duda de su origen vasco en el que existe la voz naba 'llanura, valle, barranco'. En cuanto a hermosa, deriva del latín FORMŌSA, que a su vez se deriva de FORMA, 'hermosura'.
El motivo del topónimo parece claro, y ya viene apuntado en las Relaciones Topográficas de Felipe II: «donde este pueblo esta fundado esta una nabajon, de donde esta este pueblo y viñas del fundado de un prado de yerba verde». El hermoso paisaje de la zona sería, por lo tanto, la mejor referencia que encontraron sus antiguos pobladores para nombrarla.

## Geografía
El municipio se encuentra situado «en un valle que se llamó en lo ant. la Nava de las hermosas, a la falda meridional de una sierra llamada Galinda». Pertenece a la comarca de los Montes de Toledo y linda con los términos municipales de Villarejo de Montalbán y San Martín de Montalbán al norte, Menasalbas al este y sur, Hontanar al sur y Cedena y Los Navalmorales al oeste, todos de Toledo.

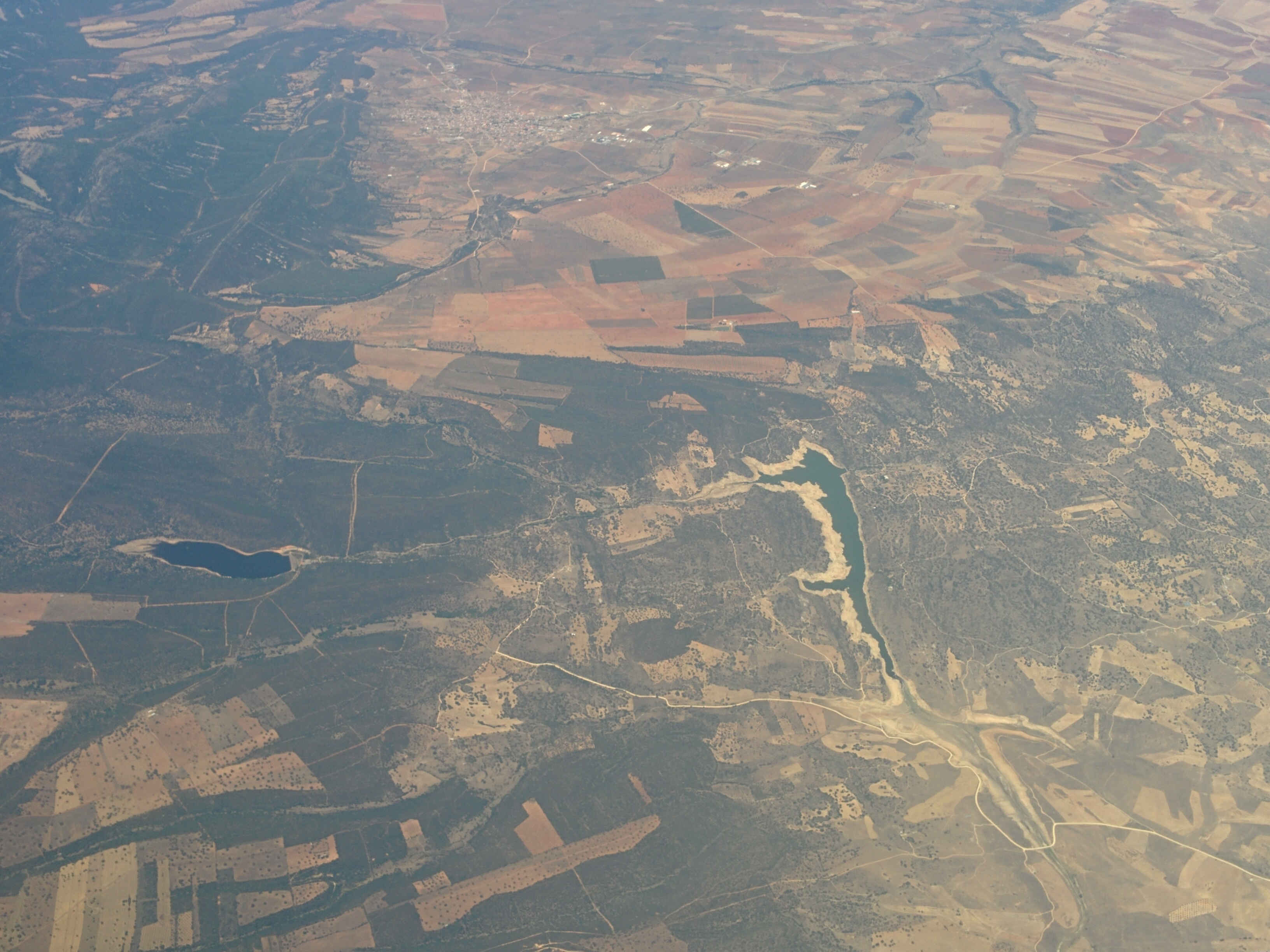
Vista aérea del pantano del Torcón. Al fondo, Navahermosa

El término es recorrido por numerosos arroyos, siendo el de mayor importancia el Torcón, que desemboca en el embalse del mismo nombre a unos 3 km al este de la población, con sus afluentes la Gimena y Valle Gutiérrez. También nos encontramos al oeste el arroyo de las Majadillas y el río Cedena que sirve de límite con el término municipal de los Navalmorales. Otros de menor importancia son Hoz de Pinilla, Valcavero, la fuente de los Vallejos, Valleálamos, del Pueblo, del Castillo, etc. Su cota más alta se encuentra en el monte Galinda a 1141 m sobre el nivel del mar. Comprende sí mismo los campos de labranza de Capellanía, Caravalles, Castillejo, Fuente de la Iglesia, Higueras, Hormillo, Iglesia, Nava de la Reina, Rañuela de la Tonta, Reloja, Romero, Val-de-arcones y Val-de-Rodrigo.

### Clima
De acuerdo a los datos de la tabla a continuación y a los criterios de la clasificación climática de Köppen modificada Navahermosa tiene un clima de tipo Csa (templado con verano seco y caluroso).
| Parámetros climáticos promedio de Navahermosa en el periodo 1962-2003 | Parámetros climáticos promedio de Navahermosa en el periodo 1962-2003 | Parámetros climáticos promedio de Navahermosa en el periodo 1962-2003 | Parámetros climáticos promedio de Navahermosa en el periodo 1962-2003 | Parámetros climáticos promedio de Navahermosa en el periodo 1962-2003 | Parámetros climáticos promedio de Navahermosa en el periodo 1962-2003 | Parámetros climáticos promedio de Navahermosa en el periodo 1962-2003 | Parámetros climáticos promedio de Navahermosa en el periodo 1962-2003 | Parámetros climáticos promedio de Navahermosa en el periodo 1962-2003 | Parámetros climáticos promedio de Navahermosa en el periodo 1962-2003 | Parámetros climáticos promedio de Navahermosa en el periodo 1962-2003 | Parámetros climáticos promedio de Navahermosa en el periodo 1962-2003 | Parámetros climáticos promedio de Navahermosa en el periodo 1962-2003 | Parámetros climáticos promedio de Navahermosa en el periodo 1962-2003 |
| Mes | Ene.                                                                  | Feb.                                                                  | Mar.                                                                  | Abr.                                                                  | May.                                                                  | Jun.                                                                  | Jul.                                                                  | Ago.                                                                  | Sep.                                                                  | Oct.                                                                  | Nov.                                                                  | Dic.                                                                  | Anual                                                                 |
| --- | --------------------------------------------------------------------- | --------------------------------------------------------------------- | --------------------------------------------------------------------- | --------------------------------------------------------------------- | --------------------------------------------------------------------- | --------------------------------------------------------------------- | --------------------------------------------------------------------- | --------------------------------------------------------------------- | --------------------------------------------------------------------- | --------------------------------------------------------------------- | --------------------------------------------------------------------- | --------------------------------------------------------------------- | --------------------------------------------------------------------- |
| Temp. media (°C) | 6.2                                                                   | 7.3                                                                   | 9.5                                                                   | 12.0                                                                  | 15.9                                                                  | 21.3                                                                  | 25.8                                                                  | 24.8                                                                  | 20.8                                                                  | 15.2                                                                  | 9.5                                                                   | 6.3                                                                   | 14.5                                                                  |
| Precipitación total (mm) | 57.1                                                                  | 52.9                                                                  | 41.3                                                                  | 57.5                                                                  | 48.3                                                                  | 32.0                                                                  | 7.8                                                                   | 10.6                                                                  | 31.4                                                                  | 49.2                                                                  | 67.1                                                                  | 68.7                                                                  | 523.9                                                                 |
| Fuente: Ministerio de Agricultura, Alimentación y Medio Ambiente. Datos de precipitación para el periodo 1962-2003 y de temperatura para el periodo 1967-1985 en Navahermosa |                                                                       |                                                                       |                                                                       |                                                                       |                                                                       |                                                                       |                                                                       |                                                                       |                                                                       |                                                                       |                                                                       |                                                                       |                                                                       |

## Historia
Se han encontrado restos que prueban que la zona estuvo poblada desde el Paleolítico, así como restos que abarcan diferentes épocas, como la romana y la medieval. Los restos romanos se refieren a un vaso con asa de bronce facetado hallado a mediados del siglo XIX en Valdezarza que se encuentra depositado en la Real Academia de la Historia. Los documentos más antiguos en los que aparece Navahermosa datan de los siglos XVI y XVII.
El 4 de mayo y 28 de diciembre de 1837, sus vecinos defendieron el pueblo valerosamente de los ataques de las tropas carlistas a mando del brigadier José Jara García.
A mediados del siglo XIX tenía 706 casas y escuela dotada con 3000 reales de fondos públicos al que acudían 140 niños y otra privada con 30 niñas. El presupuesto municipal ascendía a 33 070 reales de los cuales 3300 eran para pagar al secretario.

## Demografía
Cuenta con una población de 3592 habitantes (INE 2024).
| Gráfica de evolución demográfica de Navahermosa entre 1842 y 2021                                                     |
| |
| Población de derecho según los censos de población del INE. Población de hecho según los censos de población del INE. |

## Economía
En el siglo XIX casi la mitad de la población se dedicaba a la fabricación del carbón. En la actualidad, la economía de Navahermosa se basaba en la industria de fabricación del mueble (ya no hay fábricas de muebles), solo queda la tradicional de transformación del corcho. En cuanto a la agricultura el principal cultivo es el olivar englobando aproximadamente a unos seiscientos pequeños propietarios, la mayoría encuadrados dentro de la Cooperativa San Miguel Arcángel cuya denominación de origen es Montes de Toledo. También se produce queso, principalmente de cabra.

## Administración y política

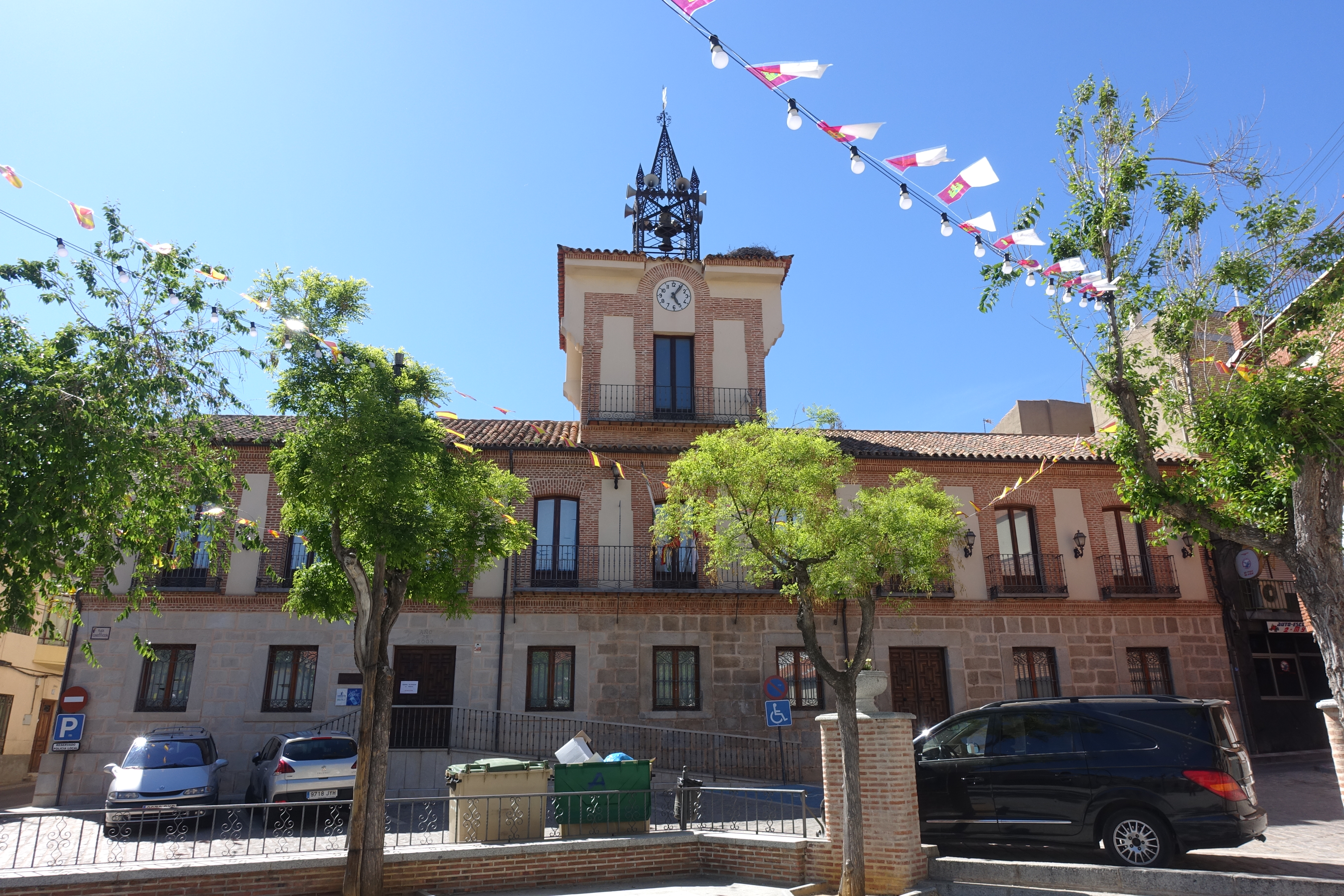
Casa consistorial

| Elecciones municipales 2023       | Elecciones municipales 2023   | Elecciones municipales 2023 | Elecciones municipales 2023 | Elecciones municipales 2023 | Elecciones municipales 2023 |
| --------------------------------- | ----------------------------- | --------------------------- | --------------------------- | --------------------------- | --------------------------- |
| Partido Popular                   | María Soledad Ortiz Lorente   | 1 052                       | 48,30 %                     | 6                           | 0                           |
| Partido Socialista Obrero Español | Araceli González Chamorro     | 844                         | 38,75 %                     | 4                           | 1                           |
| Vox                               | José Antonio Querencias Gómez | 255                         | 11,70 %                     | 1                           | 1                           |

| Alcalde                            | Inicio del mandato | Fin del mandato         | Partido | Partido |
| Pedro Pinilla Sánchez              | 1979               | 1983                    |         | UCD     |
| Pedro Pinilla Sánchez              | 1983               | 1987                    |         | AP      |
| Carlos Emilio Pérez Ortiz          | 1987               | 1991                    |         | PSOE    |
| Carlos Emilio Pérez Ortiz          | 1991               | 1995                    |         | PSOE    |
| Carlos Emilio Pérez Ortiz          | 1995               | 1999                    |         | PSOE    |
| Carlos Emilio Pérez Ortiz          | 1999               | 2003                    |         | PSOE    |
| Carlos Emilio Pérez Ortiz          | 2003               | 2007                    |         | PSOE    |
| Carlos Emilio Pérez Ortiz          | 2007               | 2011                    |         | PSOE    |
| María del Carmen Sánchez Fernández | 2011               | 2015                    |         | PP      |
| María del Carmen Sánchez Fernández | 2015               | 2019                    |         | PP      |
| María del Carmen Sánchez Fernández | 2019               | 2023                    |         | PP      |
| María Soledad Ortiz Lorente        | 2023               | Actualmente en el cargo |         | PP      |

## Patrimonio

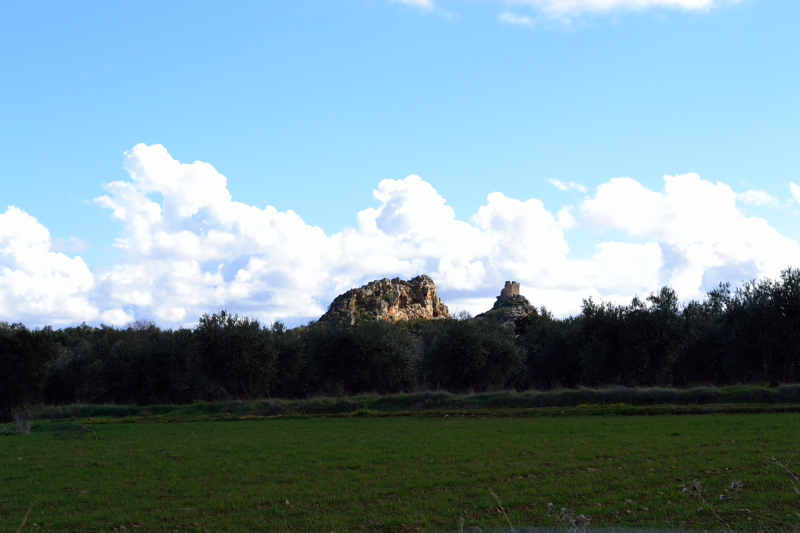
Ruinas del castillo

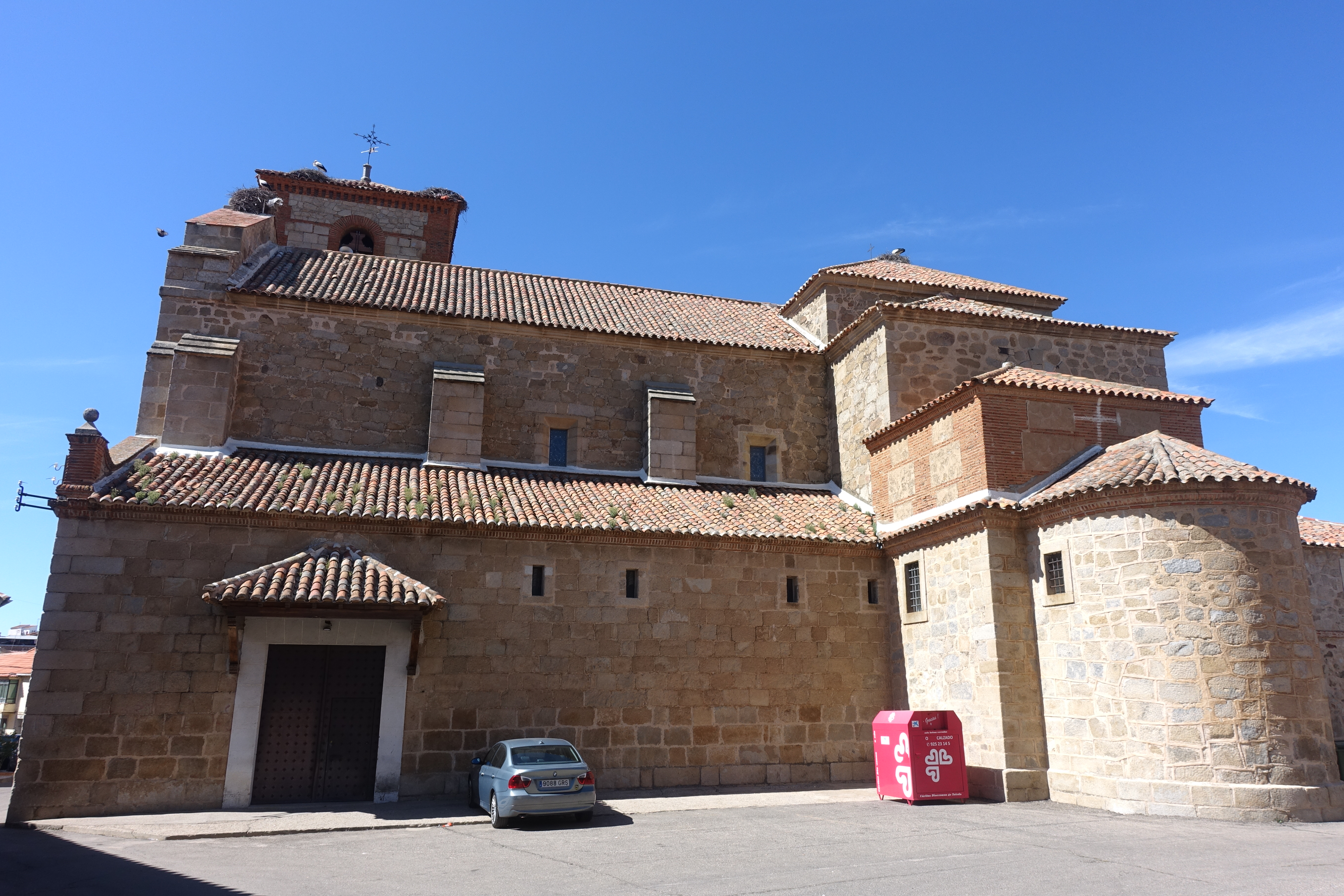
Iglesia de San Miguel Arcángel

- Iglesia parroquial de San Miguel: de estilo renacentista, edificada en el siglo XVI.
- Castillo de Dos Hermanas: de origen musulmán, sus ruinas se sitúan unos tres km al sureste de la población. Según cuenta la leyenda, hay dos princesas moras encantadas que bajan desde el castillo a lavarse en el arroyo Marlín todas las noches de San Juan.
- Ermita de Nuestra Señora del Milagro: edificada en 1944 y situada a unos 2,5 km de la localidad.
- Ermita de San Sebastián: del siglo XVII.
- Casa consistorial: del siglo XVII.
- Cruz de Doña Juana.
- Casa de los Soportales: ejemplar de casa popular del siglo XIX.

## Fiestas
- Tercer domingo de mayo: romería de La Milagra. Se realiza para conmemorar un milagro ocurrido en un periodo de sequía pertinaz. Al parecer, los párrocos de los pueblos vecinos de Navahermosa y Hontanar, sin acuerdo previo, sacaron a sus vírgenes de procesión por el mismo camino en dirección contraria. En el momento en que se encontraron las dos vírgenes, comenzó a llover.
- 23 de agosto al 26: fiestas en honor a San Bartolomé.
- Virgen del Rosario: última semana de septiembre primera de octubre.